# أنطونيو دا سيلفا ميلو
أنطونيو دا سيلفا ميلو (بالبرتغالية: Antônio da Silva Melo‏) هو كاتب وطبيب برازيلي، ولد في 10 مايو 1886 في جويز دي فورا في البرازيل، وتوفي في 19 سبتمبر 1973 في ريو دي جانيرو في البرازيل.